# Кролл, Ник
Ни́колас Джей Кролл (англ. Nicholas J. Kroll; род. 5 июня 1978, Рай, Нью-Йорк, США) — американский актёр, сценарист и продюсер.

## Биография
Родился 5 июня 1978 года в городе Рай, Нью-Йорк, в семье консервативных евреев Джайлса и Линн Кроллов.
Его отец — бизнесмен, основавший компанию, которая специализируется на корпоративных расследованиях, оценке рисков, консультировании по безопасности и обеспечении безопасности, Kroll Inc.
У Кролла есть старший брат Джереми и две старших сестры Ванесса и Дана.
В 2001 году Кролл окончил Джорджтаунский университет.

## Карьера
В начале своей карьеры Кролл писал сценарии для «Шоу Чаппелла», выходившем в эфире телеканалов Comedy Central и MTV. В ноябре и декабре 2008 года он гастролировал с Азизом Ансари в рамках его комедийного тура «Glow in the Dark» по США. В 2011 году Comedy Central показал его специальный стендап «Thank You Very Cool». Он учился и регулярно выступал в стендап-театре Upright Citizens Brigade Theater в Нью-Йорке и Лос-Анджелесе, а также был одним из организаторов стендап-шоу «Welcome to Our Week» с писательницей Джесси Кляйн.
Он хорошо известен как исполнитель своих персонажей, таких как Бобби Боттлсервис, который был показан в ряде онлайн-видео для веб-сайта Funny or Die, включая Ed Hardy Boyz и запись для прослушивания для шоу MTV Jersey Shore. Среди других персонажей — Реф Джефф и Фабрис Фабрис, а также Гил Фейзон из шоу «The Oh, Hello Show», которого он создал вместе с партнером по сценарию Джоном Мулани. Его характерная работа занимает видное место в Kroll Show, скетч-шоу на Comedy Central. Кролл был удостоен награды «Звезда прорыва года» на фестивале комедии «Just For Laughs 2013», проходившего в Монреале.
Кролл гастролировал по США вместе с Джоном Мулани в шоу под названием «Oh, Hello», оба в роли Гила Фэйзона и Джорджа Сент-Гигланда соответственно. Премьера шоу состоялась на Бродвее 23 сентября 2016 года и в течение шести месяцев имела положительные отзывы. Спектакль на Бродвее был снят и выпущен на Netflix в 2017 году.

### Работа на телевидении
Первый значительный успех в карьере Кролла пришел, когда он снялся в ситкоме ABC «Пещерные люди», основанном на персонажах телерекламы страховой компании GEICO. Хотя шоу было закрыто после семи эпизодов, он назвал свою роль «самым важным опытом в моей профессиональной карьере».
Он участвовал в программе VH1 Best Week Ever, а также в качестве гостя в сериалах «Парки и зоны отдыха», «Однокурсники», «Несгибаемая Кимми Шмидт». Он появлялся в многочисленных сериалах Comedy Central, таких как «Рино 911!», «John Oliver’s New York Stand Up Show» и «The Benson Interruption».
У Кролла была главная роль Родни Раксина в комедийном сериале FXX «Лига», который транслировался с 29 октября 2009 г. по 9 декабря 2015 г. Одновременно он создал и снялся в своем собственном сериале скетчей Comedy Central «Шоу Ника Кролла», который транслировался с 16 января 2013 г. по 24 марта 2015 г. У Кролла была второстепенная роль в сериале «ДЭЦкая больница», транслировавшемся на канале «Adult Swim». Участвовал в озвучке таких персонажей, как офисный планктон Стю в мультсериале HBO «Жизнь и приключения Тима», а также Эндрю Легустамбос, манерный бисексуальный учитель драмы в комедийном мультсериале Fox «Садись, двойка!».
В 2017 году Кролл стал соавтором, сценаристом и актером озвучки большинства персонажей в анимационном телешоу «Большой рот» на Netflix. Шоу показывает опыт группы семиклассников в муках полового созревания. Два главных героя основаны и названы в честь Кролла и его лучшего друга детства Эндрю Голдберга.

### Съёмки в фильмах
Кролл снялся в фильме «Старая добрая оргия» и сыграл второстепенные роли в комедийных фильмах, таких как «Пой», «Ужин с придурками», «Безумное свидание», «Побег из Вегаса», «Приключения Пауэра» и «Люблю тебя, чувак».
В 2016 году первой злодейской ролью Кролла стала роль озвучки Клизмы в мультфильме для взрослых «Полный расколбас». В 2017 году Кроллу вновь досталась роль озвучки главного антагониста — профессора Пупипантса в супергеройском мультфильме студии DreamWorks Animation «Капитан Подштанник: Первый эпический фильм». В последние годы Кролл сыграл несколько некомедийных ролей, таких как роль Берни Коэна в исторической драме «Любить» и Рафи Эйтана в историческом триллере «Операция «Финал»».

### Книга
В 2005 году Кролл опубликовал книгу «Bar Mitzvah Disco», написанную в соавторстве с Джайлсом Шеллом и Роджером Беннеттом.

## Личная жизнь
В мае 2013 года Кролл начал встречаться с актрисой Эми Полер. Пара расстались в 2015 году.
Кролл состоит в отношениях с художницей-пейзажистом Лили Квонг с конца 2018 года. В ноябре 2020 года пора поженилась. 21 января 2021 года у супругов родился сын.

## Избранная фильмография
| Год       |    | Русское название                           | Оригинальное название                    | Роль                        |
| --------- | -- | ------------------------------------------ | ---------------------------------------- | --------------------------- |
| 2009      | ф  | Люблю тебя, чувак                          | I Love You, Man                          | Ларри                       |
| 2008—2009 | с  | Худшая неделя моей жизни                   | Worst Week                               | Адам                        |
| 2008—2012 | мс | Жизнь и приключения Тима                   | The Life & Times of Tim                  | Стью                        |
| 2009      | с  | Рино 911!                                  | Reno 911!                                | Чупакабра                   |
| 2009      | мс | Садись, двойка!                            | Sit Down Shut Up                         | Эндрю Легустамбос           |
| 2010      | ф  | Безумное свидание                          | Date Night                               | метрдотель                  |
| 2010      | ф  | Побег из Вегаса                            | Get Him to the Greek                     | Кевин                       |
| 2010      | ф  | Ужин с придурками                          | Dinner for Schmucks                      | Джош                        |
| 2010      | ф  | Знакомство с Факерами 2                    | Little Fockers                           | молодой доктор              |
| 2011      | ф  | Старая добрая оргия                        | A Good Old Fashioned Orgy                | Адам                        |
| 2011      | с  | Сообщество                                 | Community                                | Юрген                       |
| 2011—2012 | мс | Американский папаша!                       | American Dad!                            | разные персонажи            |
| 2011—2015 | с  | Парки и зоны отдыха                        | Parks and Recreation                     | Кретин / Ховард Таттлман    |
| 2011—2018 | с  | Портландия                                 | Portlandia                               | Дэниел Прайсон / Гил Фейзон |
| 2013      | с  | Новенькая                                  | New Girl                                 | Джейми                      |
| 2013      | мс | Гриффины                                   | Family Guy                               | Рики                        |
| 2015      | ф  | Рыцарь кубков                              | Knight of Cups                           | Ник                         |
| 2015      | с  | Бруклин 9-9                                | Brooklyn Nine-Nine                       | агент Кендрик               |
| 2015      | с  | Несгибаемая Кимми Шмидт                    | Unbreakable Kimmy Schmidt                | Тристафе                    |
| 2015      | ф  | Каникулы                                   | Vacation                                 | коп из Колорадо             |
| 2015      | мс | Симпсоны                                   | The Simpsons                             | Лем                         |
| 2016      | мс | Звери                                      | Animals.                                 | Джерри                      |
| 2016      | мф | Полный расколбас                           | Sausage Party                            | Клизмач                     |
| 2016      | ф  | Лавинг                                     | Loving                                   | Берни Коэн                  |
| 2016      | мф | Зверопой                                   | Sing                                     | свин Гюнтер                 |
| 2017      | мс | Закусочная Боба                            | Bob’s Burgers                            | мистер Десанто / клиент     |
| 2017      | мф | Капитан Подштанник: Первый эпический фильм | Captain Underpants: The First Epic Movie | профессор Пуперпупс         |
| 2018      | ф  | Операция «Финал»                           | Operation Finale                         | Рафи Эйтан                  |
| 2019      | мф | Тайная жизнь домашних животных 2           | The Secret Life of Pets 2                | Сергей                      |
| 2019      | мф | Семейка Аддамс                             | The Addams Family                        | дядя Фестер                 |
| 2019—2020 | с  | Чем мы заняты в тени                       | What We Do in the Shadows                | Коварный Саймон             |
| 2020      | с  | Умерь свой энтузиазм                       | Curb Your Enthusiasm                     | менеджер ресторана          |
| 2021      | мф | Зверопой 2                                 | Sing 2                                   | свин Гюнтер                 |
| 2021      | мф | Семейка Аддамс: Горящий тур                | The Addams Family 2                      | дядя Фестер                 |